# Унасова пирамида
Унасова пирамида је комплекс који се налази у Сакари, данашњем Каиру. Саграђена је за фараона Унаса, деветог и последњег краља пете династије, средином 24. века пре нове ере. Староегипатски назив за овај комплекс је Нефер Исут Унас, што значи Лепа су места Унаса. Када је пирамида подигнута, била је висока 43 метра и има базу од 58 са 58 m, али је данас урушена.

## Ископавања
Пирамиду је прво истраживао Карл Лепсијус, али је Гастон Масперо први ушао унутра 1881. године где је пронашао да су зидови коморе са саркофагом прекривени текстовима. Ови текстови су били повезани са околним око пирамиде и представљају најраније текстова пирамида. Унас је био први фараон који је наредио да му по зидовима пирамиде буду исписане магијске чини како би му помогле у путовању кроз Дуат и у загробни живот. Ову идеју су усвоји каснији фараони и временом прераста у текстове ковчега токо Средњег царства и касније током Новог царства у Књигу мртвих која се стављала у гробове све до Птолемејског периода.

## Пирамида
У самој комори са саркофагом су пронађени остаци мумије, укључујући лобању, десну руку и голењачу, али и даље није сигурно да ли припадају Унасу. Близу главне пирамиде, североисточно од ње, налазе се мастабе које припадају дворским службеницима.
Пирамида је подигнута близу Џосерове пирамиде, а чак је и део материјала за њено подизања преузет из Џосеровог комплекса. Верује се да се у оквиру текстова пирамида у Унасовој гробници налазе делови на Семитском дијалекту написани египатским писмом што би били најранији докази писаног семитског језика.
|  |  |  |